# ساندور مولر
ساندور مولر (بالمجرية: Müller Sándor)‏ (21 سبتمبر 1948 بودابست المجر - 3 أبريل 2024) هو لاعب كرة قدم مجري، يلعب كلاعب وسط، لعب 412 مباراة وسجل 64 هدف، شارك في كأس العالم 1982.

## مسيرته

### مسيرته مع المنتخبات الوطنية
- 1970 - 1982 لعب مع منتخب المجر لكرة القدم 17 مباراة سجل خلالها هدف.

### مسيرته مع الأندية
- 1968 - 1980 لعب مع نادي فاساس 318 مباراة سجل خلالها 56 هدف.
- 1980 - 1981 لعب مع رويال أنتويرب 31 مباراة.
- 1981 - 1983 لعب مع نادي إيركوليس 46 مباراة سجل خلالها 7 أهداف.

## روابط خارجية
- ساندور مولر على موقع الاتحاد الدولي (مؤرشف)  (الإنجليزية)
- ساندور مولر على موقع قاعدة بيانات كرة القدم.إي يو (الإنجليزية)
- ساندور مولر على موقع ناشيونال فوتبول تيمز (الإنجليزية)
- ساندور مولر على موقع عالم كرة القدم.نت (الإنجليزية)